# Wardha
Wardha è una città dell'India di 111.070 abitanti, fondata nel 1866, ècapoluogo del distretto di Wardha, nello stato federato del Maharashtra. In base al numero di abitanti la città rientra nella classe I (da 100.000 persone in su).

## Geografia fisica
La città è situata a 20° 45' 0 N e 78° 37' 0 E e ha un'altitudine di 286 m s.l.m..

## Società

### Evoluzione demografica
Al censimento del 2001 la popolazione di Wardha assommava a 111.070 persone, delle quali 57.447 maschi e 53.623 femmine. I bambini di età inferiore o uguale ai sei anni assommavano a 12.444, dei quali 6.517 maschi e 5.927 femmine. Infine, coloro che erano in grado di saper almeno leggere e scrivere erano 88.511, dei quali 47.928 maschi e 40.583 femmine.